# Gavin Smellie
Gavin Smellie (Kingston, Jamaica, 26 de junio de 1986) es un atleta nacido jamaicano nacionalizado canadiense, especialista en la prueba de 4 × 100 m, con la que llegó a ser medallista de bronce mundial en 2013.

## Carrera deportiva
En el Mundial de Moscú 2013 gana la medalla de bronce en los relevos 4 x 100 metros, tras los jamaicanos y los estadounidenses.